# 원구국민학교
원구국민학교는 대한민국 경상북도 영덕군에 있었던 공립 초등학교이다.

## 학교 연혁
- 일자미상 원구국민학교 설립 인가
- 1946년 1월 7일 원구국민학교 개교
- 일자미상 대동분교장 설립 인가
- 1956년 3월 5일 대동분교장 개교
- 1994년 3월 1일 폐교 및 영해국민학교 통폐합, 대동분교 이관

## 참고 자료
- 원구국민학교 - 한국교육학술정보원 학교알리미